# Nguyễn Thùy Linh
Nguyễn Thùy Linh (Phú Thọ, 20 de novembro de 1997) é uma jogadora vietnamita de badminton. Ela começou sua carreira deixando sua cidade natal na província de Phú Thọ para treinar no clube de badminton de Hanói, mais tarde ingressando no clube de Da Nang. Aos 18 anos representou seu país nos Jogos do Sudeste Asiático de 2015 e ganhou seu primeiro título no campeonato internacional de badminton no Nepal em 2016. Ainda em 2016, entrou no top 100 no ranking mundial de badminton na categoria simples feminino.

## Conquistas

### BWF- Desafio/Séries Internacionais
Simples feminino
| Ano  | Torneio                  | Oponente               | Pontuação           | Resultado   |
| ---- | ------------------------ | ---------------------- | ------------------- | ----------- |
| 2016 | Bangladesh International | Vũ Thị Trang           | 18–21, 13–21        | Vice-campeã |
| 2016 | Nepal International      | Devi Yunita Indah Sari | 21–17, 21–16        | Campeã      |
| 2017 | Mongolia International   | Han So-yeon            | 21–18, 21–9         | Campeã      |
| 2017 | Laos International       | Benyapa Aimsaard       | 21–12, 16–21, 21–11 | Campeã      |
| 2017 | Italian International    | Line Christophersen    | 24–22, 16–21, 23–21 | Campeã      |
| 2018 | Bangladesh International | Putri Kusuma Wardani   | 21–18, 21–19        | Campeã      |
| 2019 | Hungarian International  | Neslihan Yiğit         | 16–21, 21–12, 18–21 | Vice-campeã |
| 2019 | Norwegian International  | Sung Shuo-yun          | 16–21, 18–21        | Vice-campeã |
| 2019 | Bangladesh International | Crystal Pan            | 21–8, 21–16         | Campeã      |
| 2020 | Austrian International   | Yukino Nakai           | 13–21, 18–21        | Vice-campeã |

     BWF - Desafios de torneios internacionais
     BWF - Séries de torneios internacionais
     BWF - Séries de torneios futuros